# Aggregere
At aggregere betyder at samle noget sammen eller opsamle. At aggregere forbindes ofte med tal, økonomi og analyser men kommer oprindeligt af det  latinske aggregare 'samle sammen (i en flok, grex)'.
Fx kan en database med et virvar af tal aggregeres (samles) til en forståelig helhed, der er nogenlunde nem at navigere rundt i. Det gælder fx for Statistikbanken, der er en aggregeret database bestående af et udvalg af tal fra en anden, mere omfattende database.